# Saori Takarada
Saori Takarada (宝田 沙織, Takarada Saori, Toyama, 27 december 1999) is een Japans voetbalster die als aanvaller speelt bij Cerezo Osaka Sakai.

## Clubcarrière
Takarada begon haar carrière in 2013 bij Cerezo Osaka Sakai.

## Interlandcarrière
Takarada nam met het Japans nationale elftal O17 deel aan het WK onder 17 in 2016. Japan behaalde zilver op het wereldkampioenschap. Takarada nam met het Japans nationale elftal O20 deel aan het WK onder 20 in 2018. Japan behaalde goud op het wereldkampioenschap.
Takarada maakte op 10 juni 2019 haar debuut in het Japans vrouwenvoetbalelftal tijdens een wedstrijd om het WK 2019 tegen Argentinië. Ze heeft 3 interlands voor het Japanse elftal gespeeld.

## Statistieken
| Japans vrouwenvoetbalelftal | Japans vrouwenvoetbalelftal | Japans vrouwenvoetbalelftal |
| Jaar                        | Wed.                        | Dlp.                        |
| --------------------------- | --------------------------- | --------------------------- |
| 2019                        | 3                           | 0                           |
| Totaal                      | 3                           | 0                           |